# Кастро (Ломбардия)
Кастро (итал. Castro) — коммуна в Италии, располагается в регионе Ломбардия, в провинции Бергамо.
Население составляет 1437 человек (2008 г.), плотность населения составляет 636 чел./км². Занимает площадь 4 км². Почтовый индекс — 24063. Телефонный код — 035.
Покровителем коммуны почитаются святой Лаврентий, празднование 10 августа, и святой апостол Иаков Старший.

## Демография
Динамика населения:

## Администрация коммуны
- Официальный сайт: